# مایکل سیمونز
مایکل سیمونز (۱۹۴۹-) ستاره‌شناس آمریکایی است. او در سازماندهی بایگانی تصویرهای تلسکوپ اشمیت  ۱٫۲ متری اوشین در رصدخانه پالومار کوشش بسیاری کرد. همچنین او در زمینه ترویج دانش ستاره‌شناسی در آمریکا و در جهان نیز بسیار کوشا است و به این منظور چند سفر به ایران و دیگر کشورهای خاورمیانه کرده است.
سیارک ۲۲۲۹۴ به نام او نام‌گذاری شده است.